# F1 2020 (ゲーム)
F1 2020は、コードマスターズによって開発および発表された2020年のF1世界選手権およびF2世界選手権の公式ゲームである。本作はコードマスターズによって開発されたF1ゲームシリーズの13番目のタイトルであり、ミハエル・シューマッハ エディションの予約注文は7月7日に開始され、70周年エディションは Microsoft Windows，PlayStation 4，Xbox One，Google Stadiaで7月10日にリリースされた。このゲームでは、暫定的に2020年のF1世界選手権で予定されていた22個のサーキット、20名のドライバー、10個のチームが登場する。
F1 2020は、COVID-19パンデミックによってF1開催日程が混乱する以前からチャンピオンシップが開催されることを予定して開発されていたため、チャンピオンシップを特徴としている。

## 特徴
コロナ禍によりオランダグランプリとベトナムグランプリが中止されたが、ザントフォールト サーキットとハノイ ストリート サーキット(2020年のカレンダーに新たに加わったサーキット) がゲームに含まれている。2020年のカレンダーに追加された70周年記念、アイフェル、エミリア・ロマーニャ、ポルトガル、サッキール、スティリアン、トルコ、トスカーナのグランプリは、ニュルブルクリンク、イモラ・サーキット、ポルティマオ・サーキット、バーレーンと同様に含まれていない。バーレーン・インターナショナル・サーキットの「アウター サーキット」レイアウト、イスタンブール パークとムジェロ サーキットは、他のイベントを主催するサーキットを使用している。
F1 2020では、プレイヤーが 11 番目のチームを作成、所有、運営できる「マイ チーム」と呼ばれるチーム管理機能が導入されている。 プレーヤーは、最初にエンジン サプライヤーを選択し、2 番目のドライバーを募集し、カラーリングをデザインし、スポンサーに署名する必要がある。キャリアモードが進むにつれて、彼らはチームの本部の施設をアップグレードし、開発を続けるためにスタッフを雇うことができる。これは、車のアップグレードに使用される開発ツリーを補強する機能である。 コードマスターズは以前にDirt RallyシリーズのゲームであるDirt 4で My Team モードを採用しており、F1 2020でも同様の機能として用意された。
キャリアモードでは、プレイヤーはF2においては半年、または1年間のシーズンに参戦するか、F1 2019と同様に3回戦のみスポット参戦するかを選択できるようになった。F1に参戦する場合、プレーヤーは10回戦，16回戦，22回戦の3つの異なる長さのシーズンから選択できる。シーズンの長さを短くした場合は、カスタムカレンダーを作成することもできる。 
F1 2020では、F1 2014で導入され、次回作以降削除されていた画面分割モードが再導入された。 
F1ゲームシリーズで初めて、仮想バックミラーを使用するオプションが追加された。プレーヤーがコックピットビューを使用している場合、そのバックミラーを使用して、一般の車のように背後の状況を確認することができる。
F1 2020では、 AIはプレイヤーに「よりリアルな体験」を提供するためにミスを犯しやすくなっている。 
このゲームでは初めてドライバーの評価が導入され、ドライバーは経験、レース技術、知名度、ペースについて 99 点満点のスコアを与えられる。 経験スコアは追加の「リソース ポイント」を提供し、プレイヤーが「マイ チーム」および「キャリア」モードで車をより速くアップグレードできるようにする。ドライバーが困難な状況で車のコントロールを維持できるかどうかは、速いラップタイムを設定するドライバーの能力に関係している。 スコアは実際のデータに基づいており、F1ドライバーだけでなくF2ドライバーにも適用される。 
Podium Pass はF1 2020の新機能で、プレイヤーはカラーリング、レーシング スーツ、お祝いのアニメーションなどの装飾アイテムのロックを解除できる。VIP表彰台パスは、ゲーム内のピットコインを使用して購入することもできます。これには、より限定的なカラーリング、レーシングスーツ、お祝いのアニメーションも含まれる。
2019年のスパ・フランコルシャンF2ラウンドのフィーチャーレースで命を落としたフランス人ドライバーのアントワーヌ・ユベールも、「マイチーム」の選択可能なドライバーとしてゲームに登録されている。 
使用できるクラシックカーは 16 台あり、最も古いものは1988 年のマクラーレン MP4/4で、最新のものは2010年のマクラーレン MP4-25 ，フェラーリ F10，レッドブル RB6である。 1991ジョーダン 191，1994ベネトン B194，1995ベネトン B195，2000フェラーリ F1-2000の4台の車は、ゲームのデラックスシューマッハエディションを購入した者、またはゲームの通常版を購入した後でダウンロード可能なコンテンツを購入した者が利用できる。
コードマスターズが2020年12月に2020年F2世界選手権の全容を再現するアップデートをリリースしたことで、ゲーム中でもミック・シューマッハがチャンピオンとなった。

## 評価
このゲームは、英国の売上チャートで1位になった。 日本では、PlayStation 4版がリリースから1週間以内に5,762本を売り上げ、国内で14番目に売れた家庭用ゲームソフトになった。 
The Game Awards 2020の Best Sports/Racing game 部門にノミネートされた。